# Авадхута
Авадху́та (санскр. अवधूत, IAST: avadhūta) — термин в индуизме, которым называют человека, полностью преодолевшего двойственность материального мира. Авадхуты, освободившись от всех мирских страданий и обязанностей, живут и действуют, ни к чему не привязываясь и ни о чём не беспокоясь. Это чистые и простые, как дети, личности. Авадхута не отождествляет себя со своим телом и умом — он достиг наиболее чистого уровня сознания, доступного индивидуальной душе (дживе) в человеческом воплощении. Авадхуты играли заметную роль в истории ряда традиций индуизма, таких, как йога, веданта и бхакти.
Наиболее знаменитым авадхутой является Даттатрея — аватара Брахмы, Вишну и Шивы в одной личности. В современной Индии Даттатрея — весьма распространённое имя, в первую очередь, среди маратхов (оно может быть и фамилией у некоторых высоких каст), наряду с распространённым сокращённым вариантом этого имени в Индии — Датта.
В традиции гаудия-вайшнавизма, известными авадхутами были Нитьянанда и Гауракишора Даса Бабаджи.